# Lily Baron
Pour les articles homonymes, voir Baron.
Lily Baron, née le 13 mars 1921 à Héricourt, (Haute-Saône), et morte le 4 novembre 2017 à Neuilly-sur-Seine, (Hauts-de-Seine), est une actrice et actrice de doublage française spécialisée dans le doublage.

## Biographie

### Jeunesse & enfance
Louise Chloé Gilberte Baron est née le 13 mars 1921 à Héricourt. Son père était franc-maçon. Elle fait ses études avec une congrégation de sœurs et organise des spectacles avec celles-ci. Avec l'envie depuis toujours d'être comédienne, elle monte à Paris en 1939 pour tenter sa chance.

### Carrière
Elle fera notamment carrière dans le monde du doublage, sa voix étant associée à des rôles emblématiques : Tara King dans Chapeau melon et bottes de cuir, Harriet Oleson dans La Petite Maison dans la prairie, plus récemment Miss Marple dans la série éponyme Miss Marple.

### Vie personnelle
Elle était la femme de l'acteur Jacques Berthier de 1947 jusqu'à la mort de ce dernier en 2008.

## Filmographie
- 1943 : Après l'orage de Pierre-Jean Ducis
- 1945 : L'Invité de la onzième heure de Maurice Cloche : Olga
- 1946 : Une femme coupée en morceaux de Yvan Noé
- 1946 : On ne meurt pas comme ça de Jean Boyer
- 1946 : La Rose de la mer de Jacques de Baroncelli : Louise
- 1948 : Clochemerle de Pierre Chenal
- 1954 : Si Versailles m'était conté... de Sacha Guitry : Madame de Balbo
- 1973 : Avortement clandestin ! de Pierre Chevalier : l'accoucheuse
- 1978 : Viol, la grande peur de Pierre Chevalier : la mère de Nicole

## Doublage

### Cinéma

#### Film
- Uta Franz dans :
  - Sissi (1955) : La princesse Hélène en Bavière
  - Sissi impératrice (1956) : La princesse Hélène en Bavière
  - Sissi face à son destin (1957) : La princesse Hélène en Bavière

- Vera-Ellen dans :
  - Un jour à New York (1949) : Ivy Smith
  - Noël Blanc (1954) : Judy Haynes

- Franca Bettoia dans :
  - Le Trésor de Malaisie (1964)  Samoa
  - Le Léopard de la jungle noire (1964) : Samoa

- Suzanne Pleshette dans :
  - Quatre Bassets pour un danois (1966) : Fran Garrison
  - Le Fantôme de Barbe-Noire (1968) : Pr. Jo Anne Baker

- Lee Grant dans :
  - Plaza Suite (1971) : Norma Hubley
  - L'Inévitable Catastrophe (1978) : Anne MacGregor

Mais aussi :
- 1940 : La Valse dans l'ombre : Kitty (Virginia Field)[3]
- 1944 : Le Chant du Missouri : Esther Smith (Judy Garland)
- 1953 : Tant qu'il y aura des hommes : Karen Holms (Deborah Kerr)
- 1954[4] : Une femme qui s'affiche : Gladys Glover (Judy Holliday)
- 1955 : Le Bagarreur du Tennessee : Goldie Slater (Coleen Gray)
- 1956 : Les Échappés du néant : Louise Melhorn (Phyllis Kirk)
- 1958 : Sueurs froides : Marjorie (Betty en version française) Wood (Barbara Bel Geddes)
- 1961 : Le Géant de Métropolis : Texene (Liana Orfei)
- 1961 : Mary la rousse, femme pirate : Margaret (Dina De Santis)
- 1962 : Le Cheik rouge : Hammel (Rosalba Neri)
- 1962 : Le Tigre des mers : Laura
- 1964 : Docteur Folamour : Miss Scott (Tracy Reed)
- 1965 : Opération Tonnerre : Patricia « Pat » Fearing (Molly Peters)
- 1966 : La Vengeance de Siegfried : Brunehilde (Karin Dor)
- 1966 : L'Ombre d'un géant : Magda Simon (Senta Berger)
- 1967 : Le Temps des vautours : Mijanou (Loredana Nusciak) et la commerçante (Peggy Nathan)
- 1967 : Le Retour de Kriminal : la secrétaire de Von Beck (Mirella Pamphili)
- 1968 : Syndicat du meurtre : Linette Orbison (Susan Saint James)
- 1969 : Un amour de Coccinelle : Carole Bennett (Michele Lee)
- 1969 : La Jeunesse du massacre : Beatrice Romani (Danika La Loggia)
- 1970 : Attaque au Cheyenne Club : Annie Jo (Jackie Joseph)
- 1971 : Dialogue de feu : Nora Tenneray (Jane Alexander)
- 1971 : Quatre Mouches de velours gris : Maria Pia (Laura Troschel)
- 1973 : Duel : Mme Mann (Jacqueline Scott) (1er doublage)
- 1974 : L'Homme au pistolet d'or : Saida (Carmen du Sautoy)
- 1975 : Un coup de deux milliards de dollars : Zippi (Jona Elian)
- 1975 : Les Insectes de feu : Carrie Parmiter (Joanna Miles)
- 1977 : Héros : la gérante de la gare routière (Helen Craig)
- 1978 : Le Faiseur d'épouvantes : Mrs. Karman (Ann Sothern)
- 1978 : Les Enfants de la rivière : Lady Harriet (Joan Greenwood)
- 1979 : Bienvenue, mister Chance : Sophie (Melendy Britt)
- 1996 : Moll Flanders, ou les mémoires d'une courtisane : la mère de l'artiste (Britta Smith)
- 1999 : Lake Placid : Mme Delores Bickerman (Betty White)
- 1999 : Stuart Little : Grand-mère Estelle (Estelle Getty)
- 1999 : Un vent de folie : Emma (Anne Haney)
- 1999 : Just Married (ou presque) : Grand-mère (Jean Schertler)
- 2000 : The Million Dollar Hotel : Jessica (Gloria Stuart)
- 2005 : L'Exorcisme d'Emily Rose : Docteur Vogel (Mary Black)
- 2005 : Secrets de famille : Mrs Parker (Liz Smith)
- 2006 : Volver : Tía Paula (Chus Lampreave)
- 2006 : Superman Returns  : Gertrude Vanderworth (Noel Neill)

#### Films d'animation
- 1948 : Danny, le petit mouton noir : Grand-mère Kincaid (doublage de 1998)
- 1978 : Edgar de la Cambriole : Le Secret de Mamo : Margot (1er doublage)
- 1991 : La Belle et la Bête : Mme Samovar (redoublage de 2002)
- 1997 : La Belle et la Bête 2 :  Mme Samovar
- 1998 : Mulan : Grand-mère Fa
- 1998 : Le Monde magique de la Belle et la Bête : Mme Samovar
- 2000 : Dinosaure : Baylene
- 2002 : Cendrillon 2 : Béatrice
- 2004 : Mulan 2 : Grand-mère Fa
- 2004 : Les Indestructibles : Mme Hogensen
- 2005 : Les Noces funèbres : Hildegarde

### Télévision

#### Téléfilms
- 1976 : L'Enfant bulle : Martha Biggs (Karen Morrow)
- 1985 : Meurtre au crépuscule : Hester Farrell (Dorothy McGuire)

#### Séries télévisées
- 1964 - 1972 : Ma sorcière bien-aimée : Louise Tate (Irene Vernon puis Kasey Rogers)
- 1967 - 1968 : Le Prisonnier : La Reine (Rosalie Crutchley)
- 1968 - 1969 : Chapeau melon et bottes de cuir : Tara King (Linda Thorson)
- 1974 - 1983 : La Petite Maison dans la prairie : Harriet Oleson (Katherine MacGregor)
- 1980 - 1982 : Arnold et Willy : Adélaïde (Nedra Volz) (1er doublage)
- 1981 - 1989 : Dynastie : Jeanette Robbins (Virginia Hawkins) / Mrs. Gunnerson (Betty Harford) / Emily Fallmont (Pat Crowley)
- 1982 - 1983 : X-Or : Kiba (Noboru Mitani)
- 1985 - 1992 : Les Craquantes : Sophia Petrillo (Estelle Getty)
- 1991 - 1994 :  Dinosaures  : Ethyl Phillips (Brian Henson)
- 2003 : Cold Case : Affaires classées : Krystal Hogan (Lois Hall) (saison 1, épisode 9)
- 2004 : Miss Marple : Miss Marple (Geraldine McEwan)
- 2004 : Monk : Nana Parlo (Pat Crawford Brown)
- 2005 : Grey's Anatomy : Stephanie Drake (Kathryn Joosten)
- 2000 - 2001 : New York, unité spéciale : Juge Margaret Barry (Doris Belack)
- 2002 : New York, unité spéciale : Bess Sherman (Jane Powell)
- 2007 - 2008 : Desperate Housewives : Lillian Simms (Ellen Geer)
- 2007 : New York, section criminelle : Virginia Harrington (Doris Roberts)

#### Série télévisée d'animation
- 1983 : Les Maîtres de l'univers : la Sorcière / Stella / la Reine Marléna
- 1985 : Clémentine : Léonie / Bubone
- 1987 : Cathy la petite fermière : La grand-mère de Cathy
- 1989 : Babar : la vieille dame
- 2009 : Star Wars: The Clone Wars : Jocasta Nu
- 2010 : Higurashi no naku koro ni : Oryō Sonozaki

## Théâtre
- 1949 : La Huitième Femme de Barbe-Bleue d'Alfred Savoir, mise en scène Lucien Fonson, Théâtre des Célestins